# Rue Tamanian
La rue Tamanian (en arménien : Թամանյան Փողոց), est une rue piétonne du Kentron à Erevan en Arménie. Cette voie assimilable à une place est située entre le monument de Cascade au nord et la rue Moscovian au sud. Elle est traversée d'Est en Ouest par la rue Isahakian. Elle porte le nom de l'architecte Alexandre Tamanian dont une statue orne d'ailleurs la rue.
La rue Tamanian est connue pour ses quelque vingt-cinq œuvres d'art public dont deux de Fernando Botero et cinq de Barry Flanagan.

## Art public
| Nom                                              | Artiste            | Image |
| ------------------------------------------------ | ------------------ | ----- |
| Kiwi                                             | Peter Woytuk       |       |
| Chat                                             | Fernando Botero    |       |
| Spectral columns from the London Olympic village | John Clive         |       |
| Impala leap                                      | Saraj Guha         |       |
| On edge                                          | Christopher Hiltey |       |
| Mujer Fumando un Cigarrillo                      | Fernando Botero    |       |
| Acrobats                                         | Barry Flanagan     |       |
| Moondance                                        | Christopher Hiltey |       |
| The wall                                         | Guy Buseyne        |       |
| Farm Totem                                       | Christopher Hiltey |       |
| Olympic horses                                   | Tom Hill           |       |
| Large boxing hare on Anvil                       | Barry Flanagan     |       |
| A pair of spectrum columns                       | Mark Atoi          |       |
| Roman Warrior                                    | Fernando Botero    |       |
| Pavillon de the (AP)                             | Joana Vasconcelos  |       |
| Gendrd I & II                                    | Barry Flanagan     |       |
| Hare on Bell on Portland Stone Piers             | Barry Flanagan     |       |
| Lion 2                                           | Ji Yong-Ho         |       |
| Shadows I                                        | Jaume Plensa       |       |
| Love                                             | Robert Indiana     |       |
| Chrome Plated Air to Air Missile                 | -                  |       |
| Butterfly II                                     | Fiona Campbell     |       |
| Monument Tamanian                                | Artashes Hovsepyan |       |
| Reflection tower                                 | -                  |       |